# Vandringsduva
Vandringsduva (Ectopistes migratorius) var en nordamerikansk duva som utrotades i början av 1900-talet, genom jakt och habitatförstörelse. 

## Utbredning och population
Vandringsduvan var en flyttfågel som uppträdde i enorma flockar i östra och centrala Nordamerika. En observation från 1866 i södra Ontario beskriver en flock som var 1,6 km bred, 480 km lång och tog 14 timmar att passera och uppskattningsvis omfattade 3,5 miljarder individer. Om uppskattningen stämmer omfattade flocken förmodligen merparten av den totala populationen vid denna tid.

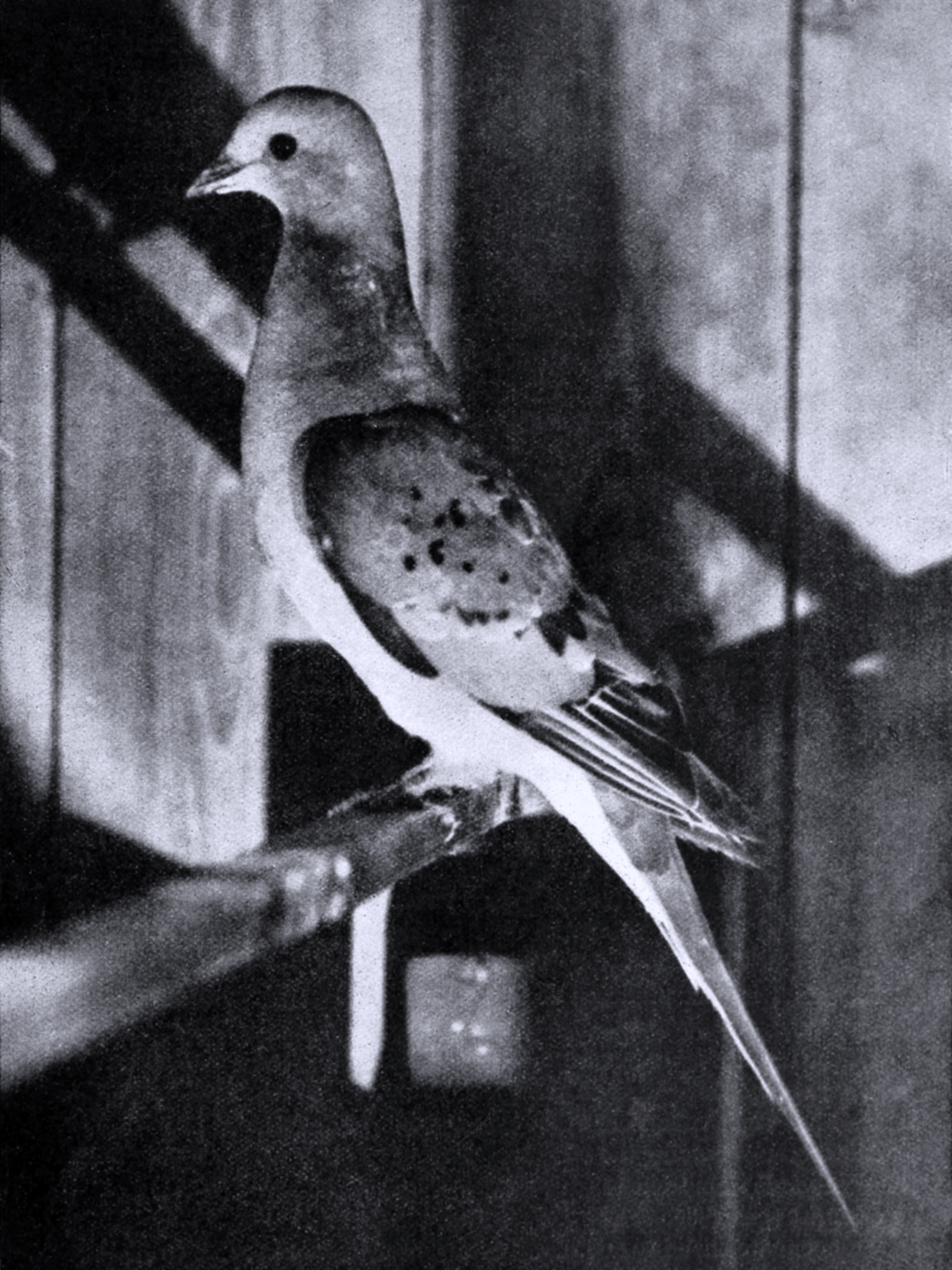
Fotografi av en levande vandringsduva i fångenskap, 1896.

Det finns uppskattningar om att populationen av vandringsduva uppgick till 3-5 miljarder individer när européerna anlände Nordamerika och att den kan ha utgjort 25-40% av USA:s totala fågelpopulation. Det finns dock annan forskning som tyder på att arten inte var så talrik under förcolumbiansk tid, utan att antalet ökade som en direkt följd av indianernas minskning vilket ska ha lett till en ökad födotillgång för duvan.

## Populationsminskningen och utrotning
Populationsminskningen berodde delvis på habitatförstörelse i och med att européerna började bosätta sig i inlandet, främst på grund av den avskogning som följde och förändring från prärie till jordbruksbygd. Men den främsta faktorn var att duvkött började säljas som billig mat för slavar och fattiga under 1800-talet vilket ledde till en systematisk jakt i massiv skala. Populationstrenden var långsamt dalande under perioden 1800 till 1870, med en dramatisk minskning mellan 1870 och 1890.
Mytbildningen kring duvan spred sig över världen. 1906, bara några år innan arten helt utrotats, publicerade ornitologen Reinhold Winter sin bok Fågelkåserier av Regulus där han skriver: 
| ” | Det är en ren olycka för en kulturort att till granne få en dylik dufstat, ty djuren sluka allt ätbart i nejden, och då det är slut där, ge de sig af på långfärder många mil, i skaror, som förmörkar solen. På en halftimma kunna stora, rika fält vara utplundrade och ägarna ruinerade. Människorna hämna sig dock. Innan ungarna blifvit flygfärdiga, bege de sig in i kolonierna, hugga ned träden och taga de späda dufvorna, som de äta färska, röka eller pressa fett af. Med dylika landsplåga kunna blott gräshoppsvärmarna jämställas. | „ |

1909 innehåller ett mötesprotokoll från American Ornithologists' Union (AOU) en punkt om huruvida vandringsduvan kanske är utrotad i det vilda och en utlysning om en belöning på $1200 för den som kan lägga fram bevis för en konstaterad häckning. Vandringsduvan Martha, som levde i fångenskap på  Cincinnati Zoo, tros ha varit världens sista av sin art och hon dog 1 september 1914.